# Доминика Карфагенская
Доминика (IV век) — святая дева Карфагенская. День памяти — 8 января.
Святая Доминика родом из Карфагена отправилась в Александрию, где обратила в христианство четырёх дев-язычниц, вместе они прибыли в Константинополь во времена правления императора Феодосия Великого около 384 года. Там она была крещена архиепископом Нектарием. Святая Доминика полностью посвятила себя Богу и стала монахиней. Почитается православной церковью как Преподобная Домника Константинопольская. Умерла в 474 году.